# Лайда (группа)
«Ла́йда» — российско-украинская музыкальная группа, основанная в городе Николаеве в 1989 году (до 1993 года называлась «Вчёрном»). Ядро группы составляли вокалистка и автор музыки Оксана Григоренко и автор текстов Анастасия Белокурова, с 1994 года в основном проживавшие в Москве. В 2004 году группа дала в Зеленограде последний концерт, на котором  объявила о прекращении творческой деятельности.
Наиболее известный альбом группы «Весна в Париже» создан в конце 1990-х годов, заново записан и издан «Выргородом» на кассете в 2002 году, на компакт-диске в 2009 году.
Группу относят к «коньковской формации русского рока». Стиль группы иногда определяют как «психоделический неоакадемизм» (Сергей Гурьев).

## История
Оксана Григоренко и Анастасия Белокурова решили создать музыкальную группу в марте 1989 года, когда учились в 10-м классе школы в Николаеве. Анастасия стала писать тексты песен, а Оксана сочиняла на них музыку и исполняла под гитару. Первое название дуэта было «Вчёрном» (со слитным написанием), а участницы группы выступали под псевдонимами — Оксана Косна и Настя Самойлова. В 1991 году дуэт пригласили на рок-фестиваль в Южноукраинске, где затем на местной рок-студии «Водолей» были записаны два их первых акустических альбома — «Хорc» (1992) и «Сполох» (1993). Для песен этого периода характерно увлечение словотворчеством в духе Велимира Хлебникова, поэзия которого повлияла на Анастасию Белокурову.
Затем участницы дуэта в поисках вдохновения решили пожить на русском Севере и переехали в Краснотурьинск (по дороге у них украли сумку с оригиналами записанных альбомов). Там Оксана работала в доме культуры, а Анастасия в молодёжной информационной службе города. В 1993 году название группы и её стилистика меняется. «Лайда» приезжает в Санкт-Петербург, где был записан квартирный концерт «Непонаслышке». Затем группа поселяется в Москве, Оксана выходит замуж за музыканта Алексея Маркова. К группе присоединяется певица Юлия Стерехова и гитарист Иван Марковский, в качестве звукооператора и мультиинструменталиста выступает Алексей Марков. Группа приобретает известность в московском андеграунде. В 1995 году в указанном составе записывается акустический квартирный концерт «Узор имён», в том же году «Лайда» участвует в рок-фестивале в Обнинске.
Оксана делает попытки собрать электрический состав, однако безуспешно. В 1997 году группа выступает с программой «Око́», в которой использован тройной женский вокал — Оксана Григоренко, Юлия Стерехова и Алёна Мышь; в качестве гитариста выступает Эдик «Мацек» Зеленский (умер в 2010 году). Весной 1998 года приходит весть о смерти Дмитрия Гнедышева — музыканта крымской группы «Гоген», друга «Лайды» по раннему периоду творчества. Оксана и Анастасия вновь уезжают в Краснотурьинск, где сочиняют программу «Весна в Париже», которая затем записывается в Москве Алексеем Марковым в минималистическом варианте (два наложенных вокала и гитара Оксаны Григоренко). Оригинал записи, однако, вскоре был похищен в электричке.
В 1998 году группа также снимает художественный видеофильм «No comments», посвященный Эдварду Вуду (в фильме снялись рок-критик Сергей Гурьев, Алексей Марков, Николай Грибков и др.).
В 1999 году участницы группы заинтересовались фигурой Вацлава Нижинского и эстетикой «Русского балета», причём сами девушки и их друзья стали ассоциировать себя с определёнными историческими персонажами (Анастасия Белокурова — Нижинский, Оксана Григоренко — Дягилев, Юлия Стерехова — Тамара Карсавина и пр.). Также стала создаваться новая музыкальная программа «Нижинский», первый вариант которой был записан в 2000 году.
В 2001 году группа выступает на фестивале «Русалки русского андеграунда» в московском клубе «Форпост». Музыкантами группы становятся соло-гитарист Владимир Панов и контрабасистка Екатерина Орлова, с которыми весной 2002 года в Бресте Оксана Григоренко записывает обе последние программы, «Весна в Париже» и «Нижинский». После этого акустический состав группы был распущен.
14 сентября 2002 Оксана Григоренко выступает в московском клубе Б2 на фестивале «Яйцо».
11 октября 2002 года на радиостанции «Эхо Москвы» в программе «Аргентум» «Лайда» даёт живой концерт. 16 декабря 2002 года в московском клубе «Оракул божественной бутылки» происходит презентация альбома «Весна в Париже», который выпускается на кассете.
В январе 2003 года «Лайда» (Оксана с гитарой) выступает на фестивале в Дубне. 29 февраля 2004 года группа даёт последний концерт в Зеленограде (с участием Юлии Стереховой) и объявляет о прекращении творческой деятельности. После этого Анастасия Белокурова на сайте группы сообщала о планах следующим образом:
На сегодняшний день этот концерт действительно последний. Возможно когда-нибудь будет квартирник. В клубах Лайда больше выступать не будет — это концепт. Что с группой будет дальше — вопрос Высших директорий. Даст Бог — и будет что-нибудь еще.

## Состав
- Оксана Григоренко — гитара, вокал, автор музыки
- Анастасия Белокурова — автор текстов

В разные годы в группу также входили:
- Алёна (Ольга) Мышь, вокал
- Юлия Стерехова, вокал
- Эдуард «Мацек» Зеленский (1966—2010), гитара
- Иван Марковский, гитара
- Владимир Панов, гитара
- Екатерина Орлова, контрабас
- Алексей Марков, звукорежиссёр, мультиинструменталист

## Дискография

### Записи разных лет
- 1992 — Хорс (как «Вчёрном»)
- 1993 — Сполох (как «Вчёрном»)
- 1993 — Непонаслышке
- 1995 — Узор Имён (концерт)
- 1997 — Око
- 1998 — Весна в Париже (1-й вариант альбома)
- 2000 — Нижинский (1-й вариант альбома)

### Официальные издания
- 2002 (CC), 2009 (CD) — Весна в Париже (2-й вариант альбома)
- 2002 — Нижинский (2-й вариант альбома)

### Участие в сборниках
- 2002 — Яйцо. Иная музыка — Бульвар Распай
- 2003 — Шансон с человеческим лицом (mp3) — Бульвар Распай
- 2004 — Альтернативный шансон. Том 2 (mp3) — Пополам с серебром

## Интересные факты
- Перечисляя значения слова «лайда», музыканты группы отмечают, что к их группе имеет отношение значение «источник, река или ручей, который впадает в любой крупный водоем, и не имеет имени собственного»[7]. Слово «лайда» в данном значении Оксана и Анастасия узнали во время пребывания на Урале, в результате чего и было решено изменить название группы[2].
- Уже после прекращения деятельности группы песня «Бульвар Распай» приобрела популярность в широких кругах и в 2006 году даже появилась в ротации на радиостанции «Русские песни» (98,8 FM).[8]
- Когда Анастасия Белокурова вышла замуж за лидера московской группы «Соломенные Еноты» Бориса Усова, он взял фамилию жены, мотивируя это тем, что старая фамилия ему уже порядком надоела.[9]